# Tony M
Tony M est un cheval trotteur français né en 1963, spécialiste du trot attelé. Sa génération étant l'une des plus riches de l'histoire du trot avec des chevaux comme Tidalium Pelo, Toscan ou Tabriz, il en fut néanmoins un adversaire redoutable ainsi qu'à Roquépine et Une de Mai, se classant deuxième du Prix d'Amérique à trois reprises et remportant notamment un Prix de France et un Prix de Paris.

## Naissance et élevage
Tony M nait le 25 avril 1963 chez Gabriel Moreau. Il est le fils d'Horus L et de La Bayadère. Horus L avait notamment gagné le Prix Charles Tiercelin en 1955 et le Prix de Bourgogne en 1957, et avait pris la deuxième place du Critérium des 5 ans 1956 derrière Honoré II et la troisième du Prix d'Amérique la même année.

## Carrière de course
Tony M commence sa carrière sous l'entrainement de Jonel Chyriacos. Après la mort de celui-ci, c'est Léopold Verroken qui le prend en charge.

## Carrière au haras
Les premiers produits de Tony M naissent en 1972. Les trois plus riches sont : 
- Viking de Crépon (né en 1987, 4 379 438 FRF (1 078 786,96 EUR2023), Prix Raoul Ballière, Prix de Pardieu, Prix Céneri Forcinal) ;
- Kivien (né en 1976, 1 844 597 FRF (711 165,93 EUR2023), Prix des Centaures, Prix de Tonnac-Villeneuve, Prix Léon Tacquet, Prix Paul Bastard)
- Okéanos (né en 1980, 1 849 871 FRF (557 606,62 EUR2023), Prix Albert Demarcq, Prix Gaston de Wazières).

La dernière génération est née en 1990.

## Performances
Victoires en classiques :
- Championnat européen 1968
- Prix de l'Atlantique 1970
- Prix de Paris 1972
- Prix de France 1973

Victoires en semi-classiques :
- Prix Victor Régis 1966
- Prix Octave Douesnel 1967
- Prix Marcel Laurent 1967
- Prix de Croix 1968
- Prix Jockey 1968
- Prix d'Été 1968
- Prix de Bretagne 1968
- Prix d'Europe 1970

Places en classiques
- 2e Prix de Sélection 1967
- 2e Critérium des 4 ans 1967
- 2e Prix d'Amérique 1968, 1970, 1973
- 2e Critérium des 5 ans 1968
- 2e Prix de Paris 1969
- 2e Grand Critérium de vitesse de la Côte d'Azur 1970
- 2e Championnat européen 1970
- 2e Prix de France 1971, 1972
- 3e Prix de Sélection 1969
- 3e Championnat européen 1969
- 3e Prix de Paris 1971

## Origines
| Origines de Tony M, 1963, bai-brun, 1' 16" 7. | Origines de Tony M, 1963, bai-brun, 1' 16" 7. | Origines de Tony M, 1963, bai-brun, 1' 16" 7. | Origines de Tony M, 1963, bai-brun, 1' 16" 7. |
| --------------------------------------------- | --------------------------------------------- | --------------------------------------------- | --------------------------------------------- |
| Père Horus L                                  | Mousko Williams                               | Sam Williams (USA)                            | Peter Scott (USA)                             |
| Père Horus L                                  | Mousko Williams                               | Sam Williams (USA)                            | Blitzie (USA)                                 |
| Père Horus L                                  | Mousko Williams                               | Carlotta                                      | Énoch                                         |
| Père Horus L                                  | Mousko Williams                               | Carlotta                                      | Junon                                         |
| Père Horus L                                  | Rhéa Sylvia                                   | Quo Vadis                                     | Énoch                                         |
| Père Horus L                                  | Rhéa Sylvia                                   | Quo Vadis                                     | Junon                                         |
| Père Horus L                                  | Rhéa Sylvia                                   | Juanita                                       | Salam                                         |
| Père Horus L                                  | Rhéa Sylvia                                   | Juanita                                       | Bayadère                                      |
| Mère La Bayadère                              | Quinio                                        | Hernani III                                   | Ontario                                       |
| Mère La Bayadère                              | Quinio                                        | Hernani III                                   | Odessa                                        |
| Mère La Bayadère                              | Quinio                                        | Germaine                                      | Phoenix                                       |
| Mère La Bayadère                              | Quinio                                        | Germaine                                      | Lysistrata                                    |
| Mère La Bayadère                              | Bayadère                                      | Kairos                                        | The Great Mc Kinney (USA)                     |
| Mère La Bayadère                              | Bayadère                                      | Kairos                                        | Uranie                                        |
| Mère La Bayadère                              | Bayadère                                      | La Vivandière                                 | Salam                                         |
| Mère La Bayadère                              | Bayadère                                      | La Vivandière                                 | Tradition                                     |